# Physaria saximontana
Physaria saximontana är en korsblommig växtart som beskrevs av Reed Clark Rollins. Physaria saximontana ingår i släktet Physaria och familjen korsblommiga växter.

## Underarter
Arten delas in i följande underarter:
- P. s. dentata
- P. s. saximontana